# José Alarcón Herrero
José Alarcón Herrero (Jumella, 1878 - Alacant, 11 de març de 1940) fou un polític socialista valencià.
Membre del Partit Socialista Obrer Espanyol (PSOE), va residir a València on va conèixer la feminista i escriptora María Cambrils Sendra, que en la dècada de 1910 va esdevenir la seva companya. El 1933, juntament amb María, es va traslladar a Pego (Marina Alta), on havia d'engegar la Caixa de Previsió Social. A Pego va ser regidor de 1933 a 1939, president de l'agrupació socialista i dirigent de la Unió General de Treballadors (UGT) local. Va ser detingut a la fi la Guerra Civil, jutjat en consell de guerra sumaríssim i condemnat a mort. Va ser executat el març de 1940 a Alacant juntament amb l'alcalde de Pego, Aquilino Barrachina Ortiz i altres militants socialistes.